# Középső Folyosó

Középső Korridor szállítmányozási útvonalak

A Középső Folyosó (Middle Corridor), hivatalos nevén a Transzkaszpi Nemzetközi Szállítási Útvonal (Trans-Caspian International Transport Route, TITR), egy multimodális szállítási útvonalhálózat, amely Kínát köti össze Európával, az ősi Selyemút modern megfelelőjeként. Az útvonal a Kaszpi-tengeren, Közép-Ázsián, a Kaukázuson és Törökországon keresztül halad, alternatívát kínálva a tengeri és az északi (Oroszországon keresztül haladó) szárazföldi szállítási útvonalak számára.
A Középső Folyosó Kína nyugati részéből indul, a kazahsztáni Horgasz (Khorgas) száraz kikötőn keresztül lép Közép-Ázsiába. A rakomány vasúton jut el az aktaui kikötőbe, ahonnan kompon kel át a Kaszpi-tengeren Bakuba. Innen a Baku–Tbiliszi–Kars-vasútvonalon halad tovább Grúziába, majd vagy hajóval Romániába, vagy szárazföldön Törökországba, ahonnan Európa különböző részeire szállítják.
A Középső Folyosónak van egy türkmén elágazása is, amelyen az áruk Türkmenisztánon keresztül jutnak el a Kaszpi-tenger partjára.

## Történeti háttér
A Középső Folyosó fejlesztése 2013-ban kezdődött, amikor a kazahsztáni, azerbajdzsáni és grúziai vasúti vállalatok megállapodást írtak alá egy új transzkaszpi útvonal létrehozásáról. A projekt kezdeti szakaszában kikötői társaságok, hajózási vállalatok és szállítási cégek csatlakoztak a kezdeményezéshez.
2016-ban a kezdeményezés nemzetközi szövetséggé vált, és 2017-ben kezdte meg aktív tevékenységét. Az útvonal jelentős infrastruktúrafejlesztéseken ment keresztül, beleértve a transzkazahsztáni vasút (2014) és a Baku–Tbiliszi–Kars vasútvonal (2017) átadását.
Az orosz–ukrán háború jelentősen megnövelte az útvonal forgalmát. 2022-ben a Középső Folyosón áthaladó tranzit 150%-kal nőtt, a konténerforgalom pedig több mint ötszörösére emelkedett. A tervek szerint az útvonal áteresztőképessége 2030-ra elérheti az évi 10 millió tonnát, szemben a jelenlegi 2,5 millió tonnával.

## Jövőbeli kilátások
A Középső Folyosó szerepe várhatóan tovább növekszik a globális geopolitikai kihívások és a tengeri útvonalak bizonytalanságai miatt. Az útvonal fejlesztése stratégiai jelentőségű Közép-Ázsia, a Kaukázus és Törökország számára, mind gazdasági, mind politikai szempontból. A siker kulcsa azonban a további beruházások és az érintett országok közötti együttműködés. Az országok közötti együttműködést segítheti a Türk Államok Szervezete.

### Előnyök
1. Semleges országok: Az útvonal nem halad át szankciókkal sújtott országokon, így stabil és biztonságos alternatíva az oroszországi útvonalhoz képest.
2. Időmegtakarítás: A Középső Folyosó 3 ezer kilométerrel rövidebb, mint az északi útvonal, és 10-15 napos szállítási időt kínál.
3. Rugalmasság: A multimodális szállítás különböző típusú áruk szállítását teszi lehetővé.

### Kihívások
1. Többszöri átrakodás: A vasút–hajó kombinációk miatt a szállítás lassabb és költségesebb.
2. Vámügyi akadályok: Az érintett országok között nincs vámunió, ami tovább lassítja a folyamatokat.
3. Infrastruktúra fejlesztése: A kikötők, különösen Aktau és Turkmenbasi kapacitása korlátozott, és további beruházásokra van szükség.